# Décathlon aux championnats du monde d'athlétisme 1995
Navigation
Stuttgart 1993 Athènes 1997
Le concours du décathlon des championnats du monde d'athlétisme 1995 s'est déroulé les 6 et 7 août 1995 à l'Ullevi Stadion de Göteborg, en Suède. Il est remporté par l'Américain Dan O'Brien.
O'Brien, le tenant du titre, moins performant que d'habitude, a 107 points de retard sur son compatriote Chris Huffins après trois épreuves. Un résultat de 2,13 m à la hauteur lui permet de prendre la tête à mi-parcours, devant Huffins et l'Estonien Erki Nool. Le vice-champion du monde, Eduard Hämäläinen, pointe en cinquième position comme en 1993.
Le deuxième jour, le Biélorusse remonte à la deuxième place grâce au 110 m haies et au disque. Mais O'Brien creuse un écart insurmontable avec 5,20 m à la perche et un lancer du javelot proche de son record personnel. 
Il remporte son troisième titre mondial consécutif, à nouveau devant Hämäläinen, tandis que le Canadien Mike Smith, grâce notamment à d'excellents lancers, obtient la troisième place.
Le total de Dan O'Brien constitue la meilleure performance mondiale de l'année 1995.

## Médaillés
| Or          | Argent            | Bronze     |
| Dan O'Brien | Eduard Hämäläinen | Mike Smith |

## Résultats
| Rang               | Athlète             | Pays             | Total        | 100 m   | Long.  | Poids   | Haut.  | 400 m   | 110 m h. | Disque  | Perche | Jav.    | 1 500 m       |
| ------------------ | ------------------- | ---------------- | ------------ | ------- | ------ | ------- | ------ | ------- | -------- | ------- | ------ | ------- | ------------- |
| Médaille d'or      | Dan O'Brien         | États-Unis       | 8 695 pts WL | 10 s 57 | 7,55 m | 14,82 m | 2,13 m | 47 s 81 | 13 s 78  | 46,92 m | 5,20 m | 62,90 m | 4 min 52 s 52 |
| Médaille d'argent  | Eduard Hämäläinen   | Biélorussie      | 8 489 pts SB | 10 s 90 | 7,31 m | 15,71 m | 1,95 m | 47 s 05 | 13 s 73  | 49,96 m | 5,10 m | 55,88 m | 4 min 41 s 01 |
| Médaille de bronze | Mike Smith          | Canada           | 8 419 pts    | 10 s 93 | 7,13 m | 16,78 m | 1,98 m | 48 s 11 | 14 s 53  | 50,84 m | 4,80 m | 64,46 m | 4 min 43 s 06 |
| 4                  | Erki Nool           | Estonie          | 8 268 pts    | 10 s 71 | 7,83 m | 13,55 m | 1,98 m | 48 s 22 | 15 s 21  | 40,40 m | 5,40 m | 62,70 m | 4 min 48 s 35 |
| 5                  | Tomáš Dvořák        | Tchéquie         | 8 236 pts    | 11 s 09 | 7,48 m | 15,18 m | 1,98 m | 49 s 11 | 13 s 95  | 43,36 m | 4,60 m | 62,98 m | 4 min 31 s 31 |
| 6                  | Christian Plaziat   | France           | 8 206 pts SB | 10 s 93 | 7,27 m | 14,29 m | 2,04 m | 48 s 60 | 14 s 12  | 42,76 m | 5,00 m | 55,30 m | 4 min 32 s 33 |
| 7                  | Lev Lobodin         | Ukraine          | 8 196 pts SB | 10 s 93 | 7,20 m | 15,72 m | 2,04 m | 48 s 92 | 13 s 98  | 45,34 m | 4,60 m | 55,74 m | 4 min 36 s 23 |
| 8                  | Chris Huffins       | États-Unis       | 8 193 pts    | 10 s 34 | 7,85 m | 14,46 m | 1,98 m | 48 s 10 | 14 s 25  | 43,80 m | 4,60 m | 57,38 m | 5 min 03 s 48 |
| 9                  | Sébastien Levicq    | France           | 8 136 pts SB | 11 s 22 | 7,16 m | 13,91 m | 2,01 m | 50 s 20 | 14 s 57  | 41,82 m | 5,30 m | 62,96 m | 4 min 30 s 62 |
| 10                 | Andrei Nazarov      | Estonie          | 8 088 pts SB | 10 s 95 | 7,35 m | 13,34 m | 2,07 m | 49 s 46 | 14 s 23  | 43,42 m | 4,80 m | 58,94 m | 4 min 41 s 39 |
| 11                 | Indrek Kaseorg      | Estonie          | 8 042 pts    | 11 s 44 | 7,13 m | 14,26 m | 2,01 m | 48 s 59 | 14 s 32  | 42,56 m | 4,50 m | 60,86 m | 4 min 16 s 99 |
| 12                 | Alex Kruger         | Royaume-Uni      | 7 993 pts    | 11 s 19 | 7,14 m | 14,43 m | 2,10 m | 50 s 08 | 14 s 82  | 42,98 m | 4,80 m | 57,30 m | 4 min 33 s 28 |
| 13                 | Simon Poelman       | Nouvelle-Zélande | 7 969 pts SB | 11 s 04 | 7,13 m | 15,59 m | 1,95 m | 50 s 66 | 14 s 44  | 44,24 m | 4,70 m | 58,28 m | 4 min 36 s 34 |
| 14                 | Robert Změlík       | Tchéquie         | 7 963 pts    | 11 s 01 | 7,22 m | 14,35 m | 1,95 m | 50 s 90 | 14 s 15  | 41,00 m | 5,00 m | 59,06 m | 4 min 39 s 64 |
| 15                 | Jan Poděbradský     | Tchéquie         | 7 961 pts    | 10 s 75 | 6,99 m | 13,53 m | 1,83 m | 46 s 90 | 14 s 21  | 40,98 m | 4,70 m | 50,96 m | 4 min 12 s 52 |
| 16                 | Henrik Dagård       | Suède            | 7 899 pts    | 10 s 66 | 7,25 m | 15,02 m | 1,80 m | 47 s 53 | 14 s 02  | 43,24 m | 4,50 m | 57,06 m | 4 min 56 s 59 |
| 17                 | Mirko Spada         | Suisse           | 7 744 pts    | 11 s 37 | 6,69 m | 15,66 m | 1,86 m | 49 s 99 | 14 s 48  | 45,62 m | 4,50 m | 58,08 m | 4 min 31 s 19 |
| 18                 | Rolf Schläfli       | Suisse           | 7 602 pts    | 11 s 15 | 6,74 m | 13,91 m | 1,89 m | 47 s 86 | 15 s 06  | 40,28 m | 4,30 m | 60,42 m | 4 min 33 s 82 |
| 19                 | Valeriy Belousov    | Russie           | 7 235 pts    | 11 s 21 | 7,04 m | 13,70 m | 2,13 m | 49 s 86 | 14 s 18  | 41,56 m | NM     | 62,42 m | 4 min 33 s 55 |
| —                  | Ramil Ganiyev       | Ouzbékistan      | DNF          | 10 s 94 | 7,07 m | 14,52 m | 2,07 m | 48 s 45 | DQ       | 43,60 m | 5,20 m | 50,00 m | DNS           |
| —                  | Sebastian Chmara    | Pologne          | DNF          | 11 s 53 | 7,30 m | 14,03 m | 2,07 m | DQ      | 14 s 68  | 40,04 m | 4,80 m | 49,16 m | DNS           |
| —                  | Jón Arnar Magnússon | Islande          | DNF          | 10 s 72 | 7,29 m | 14,64 m | 1,89 m | DQ      | 14 s 14  | 41,46 m | 4,40 m | DNS     |               |
| —                  | Brian Brophy        | États-Unis       | DNF          | 11 s 30 | 7,10 m | 15,07 m | 2,04 m | 49 s 90 | DNF      | 49,08 m | DNS    |         |               |
| —                  | Petri Keskitalo     | Finlande         | DNF          | 11 s 05 | 7,57 m | 15,04 m | 1,86 m | 50 s 68 | DQ       | 43,44 m | DNS    |         |               |
| —                  | Rojs Piziks         | Lettonie         | DNF          | 11 s 55 | 6,99 m | 13,63 m | 1,98 m | 51 s 35 | 15 s 08  | DNS     |        |         |               |
| —                  | Michael Kohnle      | Allemagne        | DNF          | 11 s 24 | 7,49 m | 15,35 m | 1,98 m | DQ      | DNS      |         |        |         |               |
| —                  | Thorsten Dauth      | Allemagne        | DNF          | 11 s 10 | 6,72 m | 15,16 m | 1,86 m | DNS     |          |         |        |         |               |
| —                  | Antonio Peñalver    | Espagne          | DNF          | 11 s 26 | 7,18 m | 15,77 m | DNS    |         |          |         |        |         |               |
| —                  | Paul Meier          | Allemagne        | DNF          | 11 s 51 | 7,11 m | 14,33 m | DNS    |         |          |         |        |         |               |
| —                  | Alain Blondel       | France           | DNF          | 11 s 14 | NM     | 13,88 m | 1,92 m | DNS     |          |         |        |         |               |

## Légende
Records et Performances
- AR : Record continental (area record)
- CR : Record des championnats (championship record)
- MR : Record du meeting (meet record)
- NR : Record national (national record)
- OR : Record olympique (olympic record)
- PR : Record paralympique (paralympic record)
- PB : Record personnel (personal best)
- SB : Meilleure performance personnelle de la saison (season's best)
- WL : Meilleure performance mondiale de l'année (world leader)
- WJR : Record du monde junior (world junior record)
- WR : Record du monde (world record)

Circonstances et Conditions
- DNF : N'a pas terminé (did not finish)
- DNS : N'a pas pris le départ (did not start)
- DQ : Disqualification (disqualification)
- NM : Aucun essai valable enregistré (No Mark)
- Q : Qualifié « directement » au prochain tour (ou à la prochaine compétition), lors d'une compétition majeure, grâce au classement ou à la réalisation des minima (automatic qualifier)
- q : Qualifié au prochain tour (ou à la prochaine compétition), lors d'une compétition majeure, grâce au repêchage ou à la réalisation de l'une des meilleures performances parmi celles des « non qualifiés directement » (grâce au meilleur temps ou à la meilleure distance par exemple) (secondary qualifier)